# Kettil Karlsson (Vasa)
Kettil Karlsson (Vasa) (1433 — 11 de agosto de 1465), foi um eclesiástico sueco e regente da Suécia sob a União de Kalmar de fevereiro de 1464 a agosto de 1465. Ele também era bispo de Linköping.

## Biografia
Ele pertencia à poderosa família aristocrática Vasa. Era filho de Carlos Kristiernsson (Vasa) e Ebba Eriksdotter (Krummedige). Sua tia Christina Vasa era esposa de Bengt Jönsson Oxenstierna. Assim, ele pertencia à mais alta nobreza dos reinos sueco e dinamarquês. Recebeu educação religiosa e, em 1454, matriculou-se na Universidade de Rostock e, em 1455, também na Antiga Universidade de Leuven.
Após concluir seu mestrado, serviu por algum tempo como cônego em Uppsala, onde seu primo Jöns Bengtsson era arcebispo. Seu relacionamento com ele abriu caminho para que Kettil conquistasse o favor especial de Cristiano I, e o rei decidiu, logo após sua ascensão ao trono da Suécia, fazê-lo bispo de Linköping. Inicialmente, pretendia-se que Mestre Kettil se tornasse coadjutor do idoso bispo titular, Nils König, e o rei o recomendou calorosamente para esse fim em uma carta ao papa em fevereiro de 1458. Entretanto, o Bispo Nils faleceu (abril daquele ano), e Kettil foi eleito pelo capítulo da catedral como seu sucessor, após o que, no verão de 1458, também desta vez calorosamente recomendado pelo rei, ele próprio foi a Roma para obter a confirmação papal. O papa parece ter hesitado devido à sua juventude, e apenas em conexão com uma nova viagem em 1459, conseguiu obter a carta papal de nomeação com a dispensa de idade. Durante sua visita a Mântua, ele também realizou missões diplomáticas na Cúria em nome do rei.
Assim, foi nomeado bispo de Linköping em 15 de outubro de 1459, e assumiu o cargo em 1460.
Em 1463, a agitação doméstica começou, o rei aprisionou o arcebispo e Kettil Karlsson liderou uma rebelião contra o Rei Cristiano I da Dinamarca e foi eleito regente sueco. Suas forças camponesas derrotaram as do rei em Västmanland e um acordo foi alcançado entre Cristiano e Karlsson. Favorável a Carlos VIII da Suécia, permitiu sua restauração ao trono. Em meio a isso, ele contraiu peste bubônica e morreu no Castelo das Três Coroas, em Estocolmo.
 

O bispo Karlsson foi enterrado em 22 de agosto de 1465, na Catedral de Linköping, em frente ao altar-mor .